# Abbeville (Mississippi)
Abbeville é uma cidade  localizada no estado americano de Mississippi, no Condado de Lafayette.

## Demografia
Segundo o censo americano de 2000, a sua população era de 423 habitantes. Em 2006, foi estimada uma população de 428, um aumento de 5 (1.2%).

## Geografia
De acordo com o United States Census Bureau tem uma área de 
9,0 km², dos quais 9,0 km² cobertos por terra e 0,0 km² cobertos por água.

## Localidades na vizinhança
O diagrama seguinte representa as localidades num raio de 32 km ao redor de Abbeville. 